# Krofička
Le Krofička (aussi Grofička, « la petite comtesse ») est un sommet des Alpes, à 2 083 m d'altitude, dans les Alpes kamniques, en Slovénie.
C'est un des sommets orientaux de l'ensemble central du massif. Il fait partie du chaînon septentrional qui sépare la vallée de Logarska dolina à l'ouest, de celle de Robanov kot à l'est. Issue de l'arête nord-est de l'Ojstrica, après la brèche Škrbina (1 792 m), la longue ligne de crête se pare des sommets du Krofička, des Ute (2 029 m), et du Strelovec. Le refuge de montagne à Klemenča jama est à l'ouest du Krofička, au pied de sa face nord-ouest.

## Activités
La voie normale de randonnée alpine est balisée. Elle utilise les défauts du versant nord-ouest et comporte quelques courts passages du type via ferrata. Le chemin de crête nord-est (Ute - Krofička), coté II/I, n'est pas balisé, et à orientation difficile. Les parois nord, nord-ouest, et est, offrent des voies d'escalade alpine et d'alpinisme hivernal. Du côté de la vallée de Logarska dolina est présente une trentaine de voies d'un dénivelé entre 120 m et 700 m, contre cinq voies d'un dénivelé entre 150 m et 1 100 m du côté de la vallée de Robanov kot.

## Accès
Le sommet est accessible depuis le refuge à Klemenča jama. Pour le chemin de crête non balisé (et d'orientation ardue), l'accès au col Movznik (le col entre le Strelovec et les Ute, et d'où part la traversée) peut se faire soit à partir de la vallée de Logarska dolina, soit à partir de la vallée de Robanov kot.

## Sources
- Tine Mihelič et Rudi Zaman, Slovenske stene, Radovljica, Didakta, 2003 (ISBN 961-6463-47-0). -guide d'alpinisme et livre reconnu, couvrant les parois slovènes.
- PzS (N° 266), GzS, Grintovci - 1 : 25 000, Ljubljana, 2005. -carte du Club alpin slovène.
- Silvo Babič, Tone Golnar, et al., Plezalni vodnik Robanov kot, Ljubljana, Planinska zveza Slovenije, 2002 (ISBN 961-6156-35-7). -guide d'alpinisme pour la vallée de Robanov kot et alentours.
- Silvo Babič, Tone Golnar, et al., Plezalni vodnik Logarska dolina : vzhodni del, Ljubljana, Planinska zveza Slovenije, 1998 (ISBN 961-6156-07-1). -guide d'alpinisme pour la Logarska dolina, partie orientale.